# Schweizer Wissenschaftspreis Latsis
Der Schweizer Wissenschaftspreis Latsis (bis 2020 Nationaler Latsis-Preis) ist ein von der Internationalen Latsis-Stiftung geförderter und vom Schweizerischen Nationalfonds (SNF) jährlich vergebener Wissenschaftspreis. Er zeichnet Wissenschaftler aus, die bis zum 40. Lebensjahr in der Schweiz besondere wissenschaftliche Leistungen erbracht haben. Der Preis ist mit 100.000 Schweizer Franken dotiert.
Der jeweilige Preisträger wird vom Nationalen Forschungsrat des SNF ausgewählt. Es gibt keine öffentliche Ausschreibung.

## Preisträger
- 1984: Jürg Fröhlich (Mathematische Physik: Quantentheorie)
- 1985: Otto Albrecht Haller (Virologie: Resistenz gegen Infektionen durch Grippeviren)
- 1986: Ulrich Kohli (Wirtschaftstheorie: Analyse des internationalen Handels)
- 1987: John Paul Maier (Physikalische Chemie: spektroskopische Methoden zur Untersuchung der Eigenschaften ionisierter Moleküle)
- 1988: Paul Schmid-Hempel (Verhaltensökologie)
- 1989: Anne-Nelly Perret-Clermont (Sozialpsychologie und Bildungswissenschaften)
- 1990: Goeffrey Bodenhausen (Nukleare Magnetresonanzspektroskopie, NMR)
- 1991: Susan Margaret Gasser-Wilson (Zellbiologie: die Rolle der Zellkernproteine bei der Organisation und Weitergabe von genetischer Information)
- 1992: Maria Christina Pitassi (Geschichte der Theologie und der Philosophie im 17. und 18. Jahrhundert)
- 1993: Thomas Stocker (Klima- und Umweltphysik: die Rolle der Ozeane bei der Klimaveränderung)
- 1994: Denis Duboule (Entwicklungsbiologie und Genetik)
- 1995: Astrid Epiney (Menschenrechte und internationales Umweltrecht)
- 1996: Martin Vetterli (Audiovisionelle Technik der Zukunft: die Theorie der Wavelets im Bereich der Kommunikation)
- 1997: Konrad Basler (Zoologie/Entwicklungsbiologie: Drosophila-Fliege)
- 1998: Peter Schaber (Ethik: angewandte Ethik und Umweltethik)
- 1999: Frédéric Merkt (Chemische Physik von Molekülen: Spektroskopie und Dynamik von Atomen und Molekülen in elektronisch hochangeregten Zuständen)
- 2000: Laurent Keller (Evolutionsökologie am Modell von Ameisen)
- 2001: Lorenza Mondada (Interaktionale Linguistik)
- 2002: Jérôme Faist (Festkörperphysik: Quantenkaskadenlaser QCL)
- 2003: Silvia Arber (Entwicklungsneurobiologie: Funktion neuronaler Schaltkreise im Rückenmark)
- 2004: Simon Gächter (Empirische Ökonomie: kooperatives Verhalten)
- 2005: Patrick Jenny (Ingenieurwissenschaften: Computersimulationen komplexer Strömungssysteme in Natur und Technik)
- 2006: Michael Hengartner (Molekularbiologie: Erforschung eines Modellorganismus, des Fadenwurms C. elegans)
- 2007: Giuliano Bonoli (Politologie: Rolle des Sozialstaats in Europa)
- 2008: Franz Pfeiffer (Röntgen-Technologie)
- 2009: Mirjam Christ Crain (Medizin: durch infektiöse Krankheiten verursachter biologischer Stress)
- 2010: Marianne Sommer (Wissenschaftsgeschichte: Erforschung der Lebenswissenschaften)
- 2011: Karl Gademann (Chemie: Isolierung und Synthese von Naturstoffen)
- 2012: Jacques Fellay (Lebenswissenschaften: genetische Unterschiede als Behandlungswerkzeuge)
- 2013: David Sander (Psychologie: Emotionen und deren Wirkungen auf kognitive Funktionen)
- 2014: Tobias Kippenberg (Physik: Resonator-Quanten-Optomechanik)
- 2015: Richard Benton (Biologie: Neurobiologie des Geruchssinns)
- 2016: Alexander Keese (Geschichte: Entkolonialisierungsprozesse in afrikanischen Gebieten)
- 2017: Xile Hu (Chemie: Produktion von solaren Treibstoffen und die Synthese von chemischen Molekülen)
- 2018: Andrea Ablasser (Medizin: angeborene Immunität)
- 2019: Dominik Hangartner (Politikwissenschaft: Migrationspolitik)
- 2020: Maryna Viazovska (Mathematik: Kugelpackungsprobleme)
- 2021: Nicola Aceto (Medizin: Metastasierung von Tumoren)
- 2022: Kerstin Vokinger (Medizinrecht: Preisgestaltung von Krebsmedikamenten)
- 2023: Lesya Shchutska (Physik: Teilchenphysik)
- 2024: Mackenzie W. Mathis (Neurowissenschaften)